# جوليان دي وايلد
جوليان دي وايلد هو شخصية أعمال بلجيكي، ولد في 7 يناير 1944.
1. ↑  قائمة المشاركين في دافوس 2014، QID:Q114752493